# Karanbhai Patel
Karanbhai Patel es un diplomático indio retirado.
- De 1966 a 1967 fue delegado de la India ante el Tribunal Internacional en Ginebra sobre el conflicto de fronteras con Pakistan en el Rann de Kutch[3]
- De 1975 a 1978 fue delegado en la Asamblea General de las Naciones Unidas.
- Del 3 de diciembre de 1984 a marzo de 1986 fue empleado en la misión ante la Oficina de la Organización de las Naciones Unidas en Ginebra.
- Del 3 al 14 de diciembre de 1984 fue delegado y vicepresidente del United Nations Seminar on the Encouragement of Understanding, Tolerance and Respect in Matters Relating to Freedom of Religion Or Belief en Ginebra.
- En 1985 fue delegado ante el seminario de las Naciones Unidas sobre la Conferencia de Relaciones Comunitarias, Ginebra.
- Del 08 de octubre de 1985 al 09 de noviembre de 1985 fue delegado ante la Conferencia General de la Unesco en Sofía.
- Hasta marzo de 1986 fue delegado antel la Comité de Derechos Humanos en Ginebra.
- De marzo de 1986 a octubre de 1989 fue el primer Cónsul General Saint-Denis (Reunión) (Reunión (Francia)) y estableció el Consulado General.
- Del 02 de abril de 1992 al noviembre de 1994 fue Alto Comisionado en Kampala (Uganda) con acreditación como embajador en Kigali (Ruanda) y Buyumbura (Burundi).
- Del 16 al 18 de noviembre de 1992 fue participante de una conferencia de Altos Comisionados de la Mancomunidad de Naciones en Kampala.
- En 1993 fue líder de la delegación de la India al Comité Consultivo Asiático-Africana Jurídico, Kampala.[4]